# Тумат, Геннадий Хайдыпович
Тумат Геннадий Хайдыпович (25 февраля 1964 года - 1996 год., с. Хандагайты, Овюрский район, Тувинская АССР) – Народный хоомейжи Республики Тыва (1993).

## Биография
Тумат Геннадий Хайдыпович родился 25 февраля 1964 года в селе Хандагайты Овюрского района Тувинской АССР.  В  1982 году, когда ему было 18 лет,  начал работу артистом  в Тувинском государственном ансамбле песни и танца "Саяны". В совершенстве владел всеми основными стилями горлового пения и различными подстилями. Разработал свой собственный стиль - "сыгыттын борбаннадыры", который известен как стиль "Геннадия Тумата". Основатель виртуозного исполнения стиля "эзенгилээр".  В 1988 г. под его руководством организован фольклорный ансамбль "Тыва", который в начале 1990-х гг. успешно гастролировал в Европе, Америке. Считается наставником многих известных хоомейжи, состава ансамбля "Эртинелиг Тыва". 

## Творчество
Геннадий учился искусству хоомея у своего дяди, Сергея Оолакаевича Куулара. Первые шаги его творчества проявились в школьные годы, Геннадий успешно участвовал в агитбригаде "Отчугаш". Под руководством Куулар С.О, был создан ансамбль молодых парней Овюрского кожууна "Чадаган", который стал лауреатом Республиканского конкурса "Хоомей" (1981), где пел и ученик 9-го класса, Геннадий Тумат. Свой большой творческий путь Геннадий начал после окончания школы в 1983 году, в Государственном ансамбле песни и танца "Саяны". Его первое выступление перед публикой Международного фестиваля было в декабре 1983 года во Франции. В составе ансамбля гастролировал по регионам союзных республик, и в Монголии, Кубе, Франции, Японии. Соло и дует с  Борисом Монгушом были записаны во Всесоюзной студии "Мелодия" под руководством Шурова в 1986 году. Репертуар легендарного фольклорно этнографического ансамбля "Тыва" записан в 2-х дисках и был выпущен в Голландии и Германии. Ансамбль "Тыва", художественным руководителем Геннадий Тумат ездил на фестивали и концерты в Голландию, Бельгию, Малайзию, Германию, Италию, Швецию, Канаду, Люксембург, Швейцарию, Австрию, Болгарию. В конце 1993 года Геннадий Тумат создал ансамбль "Ай-Херел" и успешно работал с продюсером из Голландии Бернардом Клейкамом. Он много времени уделял молодым хоомейжи, приглашал их в состав ансамбля "Тыва", "Ай-Херел". Сольный репертуар Геннадия и ансамблевое исполнение групп "Тыва" и "Ай-Херел"с 1991 по 1995 года записаны с концертов и на студии и хранятся в частной в частной коллекции в Голландии. В сентябре 1993 г. удостоен высокой чести исполнять горловое пение для его святейшества Далай-ламы во время его визита в Туву. В 1994 г. совместно с тремя исполнителями горлового пения участвовал в постановке оперы "Ной" в Голландской национальной опере в Амстердаме.

## Награды и звания
- Почётная грамота Правительства Тувы (1989)
- Хоомейнин начыны (1992)
- Народный хоомейжи Республики Тыва (1993)